# Александар Колаковић
Александар Колаковић (Краљево, 25. септембра 1990) српски је фудбалер, који је тренутно наступа за Слогу из Краљева. Висок је 184 центиметра и игра у везном реду.